# مونگکول آیمانولروم
مونگکول آیمانولروم (انگلیسی: Mongkol Aimmanolrom؛ زادهٔ ۱۹۳۴) بازیکن بسکتبال اهل تایلند است. وی در بازی‌های المپیک تابستانی ۱۹۵۶ شرکت کرده‌است.